# 英雄都市
英雄都市（えいゆうとし、ロシア語: город-герой, gorod-geroy, ウクライナ語: місто-герой, misto-heroy, ベラルーシ語: горад-герой, horad-heroy, 英：Hero City）とは、1941年から1945年にかけての「大祖国戦争」（第二次世界大戦の独ソ戦）において、ドイツ軍などの侵略に対して激しく抵抗し、傑出した英雄的行為を見せたソビエト連邦の都市に対して贈られた名誉称号である。合計で12箇所の都市に対して贈られ、加えてブレスト要塞に対しては英雄都市と同格の「英雄要塞」の名誉称号が与えられた。都市にとってのこの称号は、個人にとってのソ連邦英雄の称号と等しい重みを持つ。
法令によれば、英雄都市に対してはソ連最高の勲章であるレーニン勲章が与えられ、さらに金星章とともに英雄的行為（gramota）の証明書がソ連最高会議幹部会から与えられた。また街の中に英雄都市であることを示すオベリスクが建てられた。

## 英雄都市とされた街
現ロシア連邦

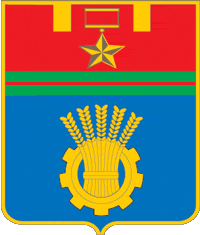
ヴォルゴグラード市の紋章。英雄都市であることを示す勲章が描かれている

- ロシア サンクトペテルブルク（旧レニングラード） - レニングラード包囲戦
- ロシア ヴォルゴグラード（旧スターリングラード） - スターリングラード攻防戦
- ロシア モスクワ - モスクワの戦い
- ロシア ノヴォロシースク
- ロシア トゥーラ - モスクワの戦い、トゥーラの戦い
- ロシア ムルマンスク - 銀狐作戦（1941年）
- ロシア スモレンスク - スモレンスクの戦い (1941年)

現ウクライナ
- ウクライナ オデッサ - オデッサの戦い (1941年)
- ウクライナ キエフ - キエフの戦い (1941年)
- ウクライナ セヴァストポリ[1] - セヴァストポリ包囲戦
- ウクライナ ケルチ[1]

現ベラルーシ
- ベラルーシ ミンスク - ミンスクの戦い（1941年）
- ベラルーシ ブレスト要塞（英雄要塞） - ブレスト要塞防衛戦（1941年）

## 歴史

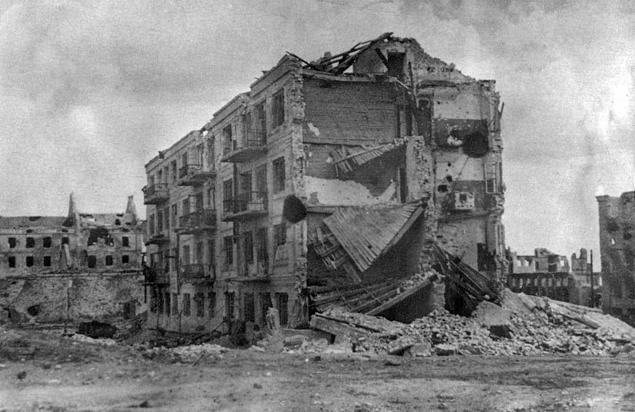
スターリングラード攻防戦（「パブロフの家」）

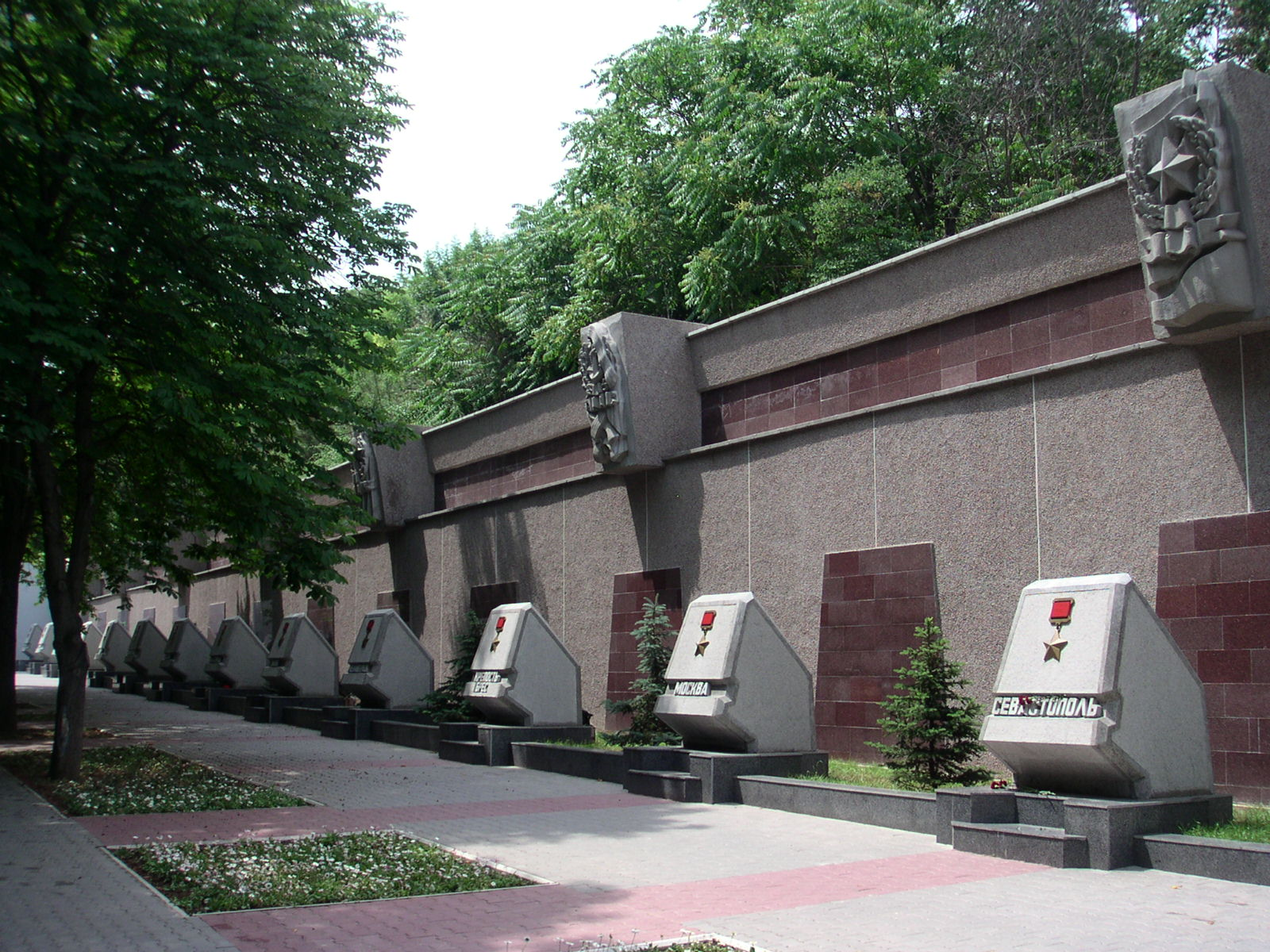
セヴァストポリの英雄都市記念碑

「英雄都市」という語は、すでに1942年にはプラウダ紙の記事に登場している。公式に英雄都市の語が用いられたのは、独ソ戦の勝利が決定的となった1945年5月1日、ヨシフ・スターリンが最高司令官命令20号で「英雄都市レニングラード、スターリングラード、セヴァストポリ、オデッサ」において礼砲を打つよう命じた時が最初である。
大祖国戦争開戦20周年の1961年6月22日、キエフ市にレーニン勲章を与える政令、および1941年7月から9月までのキエフの戦いで貢献した人々に対しての「キエフ防衛記章」（За оборону Киева）の創設を決定する政令において、「英雄都市」の語はキエフに対しても用いられた。
1965年5月8日、大祖国戦争勝利20周年を機会に、ソ連最高会議幹部会は英雄都市という名誉称号を公式に創設する政令を発した。同日の政令において、上記の都市、すなわちレニングラード、ヴォルゴグラード（旧スターリングラード）、キエフ、セヴァストポリ、オデッサの五都市に対し英雄都市の称号を贈ることになった（ただしこれらの都市では、英雄都市になった記念日を5月8日ではなく、最初に英雄都市という名で呼ばれた日である5月1日あるいは6月22日としている）。加えて、モスクワが英雄都市とされ、ブレスト要塞が英雄要塞とされた。
さらに1973年9月14日にはケルチとノヴォロシースクに、1974年6月26日にはミンスクに、1976年12月7日にはトゥーラに、1985年5月6日にはムルマンスクとスモレンスクに、それぞれ英雄都市の名誉称号が贈られた。
1988年、ソ連政府は英雄都市の称号の授与を公式に打ち切ったため、英雄都市の数は12、英雄要塞が1で全てとなっている。一方、2005年4月5日、ロシア連邦のドゥーマ（下院）は新たに「軍事栄光都市」（Город воинской славы）の名誉称号を新設する法案を可決した。この法案により新たな名誉称号を与えられる都市の候補には、オリョール、ルジェフ、エリニャ（イェリニャ）、ヴォロネジ、ヴャジマなどの独ソ戦の激戦地が挙げられている。ただしこの法案は、条文にある「最も激しい戦い」など、名誉称号を与えられる都市の条件として挙げられている様々な用語の基準が欠けていること、法案の実行に際しどこから予算を出すかが特定できていないことなどが批判されている。

## ギャラリー
1965年にソ連は英雄都市の創設を記念し以下の切手を発行した。

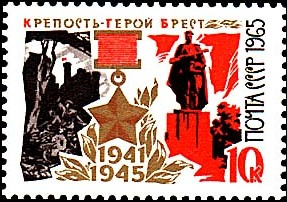
ブレスト
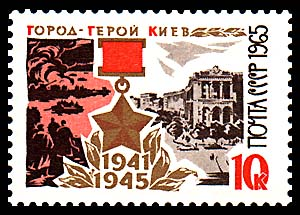
キエフ
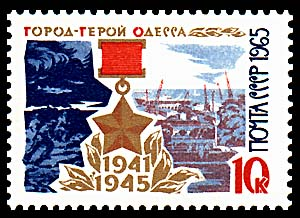
オデッサ
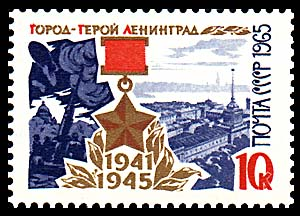
レニングラード
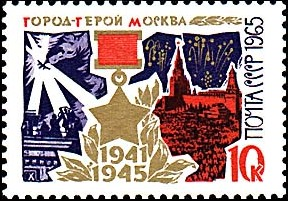
モスクワ
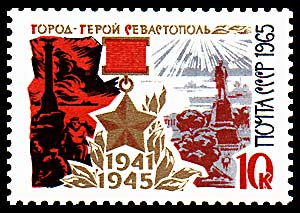
セヴァストポリ
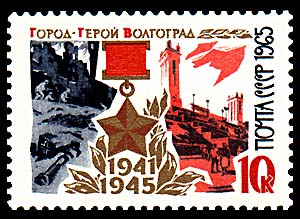
ヴォルゴグラード

## ソ連以外の例
ユーゴスラビアのリュブリャナ（現在のスロベニアの首都）は第二次世界大戦当時、イタリア軍の占領に対して激しく抵抗した。これを讃え、1955年にユーゴスラビア連邦人民共和国の指導者ヨシップ・ブロズ・チトーから「英雄都市」の称号を与えられた。
コロンビアのカルタヘナはスペインからの独立戦争中の1815年2月、パブロ・モリーリョ将軍率いるスペイン軍に包囲されたが、121日間にわたる激しい戦闘の末に陥落した。独立の英雄シモン・ボリバルは後に「英雄都市」の称号を与えた。
ポルトガルはアゾレス諸島のアングラ・ド・エロイズモ (英雄の湾)は、1829年にスペインからの侵攻を退けたことによってこの名を得た。